# UNI (アーティスト)
UNI （ユニ）は、日本の音楽ユニット。JAPANESE TRANCE LIVE UNITの先駆的存在。
音高が変化するよう作られた打楽器であるロート・タムとテルミン＋四つ打ちのテクノビートというスタイル、スピリチュアルtranceライクなメロディが特徴。

## メンバー
MACCHO
キーボード、プログラミング、マニピュレーション
OSHO
ロートタム、テルミン、ヴォーカル、プログラミング

## 概要
1996年フジロックなど野外音楽フェスティバルが開始される直前、日本のサマー・オブ・ラブともいえる野外フェス黎明期に松田泰典（MACCHO／マッチョ）と山崎康（OSHO／オショー）の二人により、京都で結成。BOREDOMSのEYEにより「UNI」と命名された。

1997年、大阪『BAYSIDE JENNY』にて行なわれた関西初のビッグパーティー『COSMIC DRAGON』にてデビュー。以降、伝説のパーティー、EQUINOX、RAINBOW2000、ECHO&NYNPHなど日本各地の大小様々な野外フェス・レイヴパーティに多数参加。日本人では珍しいライブ実践派ユニットとして注目を集める。

2000年にはPANORAMA Recordより1stアルバム『UNI』を発表。

2002年には2nd『VENUS』を発表。国内テクノ・トランスアーティストとしては驚異的な売上を記録。

2004年にTHROB Recordより発表した3rdアルバム『LA'MOVIN』好セールスを記録し、名実ともに日本を代表するユニットとなる。

8月にはFuji Rock Fes04出演。さらにライブ活動を海外に広げ、ギリシャ、オーストラリアなどのクラブシーンから招聘。

2005年に初のライブアルバム『LIVE UNION』を発表。

2008年にはメンバーにレッド・ ウォーリアーズのギタリスト、シャケを迎え、野性味あふれるトライバルなアナログ感満載の5thアルバム『NEWUNDERSTAND』を発表した。

## ディスコグラフィ

### アルバム
- 『UNI』 (Panorama Records) 2000年
- 『VENUS』 (Panorama Records) 2002年
- 『LA'MOVIN』 (throb Records) 2004年
- 『LIVE UNION』 (evolution Records) 2005年
- 『NEWUNDERSTAND』 (evolution Records) 2008年

### シングル
- 『SPOTTED MESA』 (Panorama Records)  2001年

### リミックス
- 『GOMA』「MOONBOW」(Japan Overseas) 1998年

### コンピレーション
- 『SRRONG SUN MOON』「SARASVATI」(EQUINOX) 1998年
- 『AFTER 10 YEARS OF JAPANESE TRANCE』「adventrue」(ELF MUSIC) 2004年